# Karol Antoni Simon
Karol Antoni Simon (ur. przed 1800, zm. w styczniu 1841) – polski litograf, nauczyciel muzyki i księgarz niemieckiego pochodzenia. Był spokrewniony z Janem Antonim Simonem.

## Życiorys
Urodził się najprawdopodobniej w Berlinie. Prowadził tam księgarnię i wydawnictwo nutowe. Możliwe, że nauki rzemiosła mógł pobierać w Warszawie (prowadził potem żywe kontakty z warszawskimi zakładami litograficznymi, m.in. Karola Magnusa i Jerzego Schaffnera). Po 1815 przybył do Poznania. Od 1817 prowadził lekcje muzyki oraz handlował instrumentami muzycznymi oraz wydawnictwami nutowymi. W 1819 otrzymał koncesję na prowadzenie zakładu litograficznego, który otworzył jako pierwszy w Poznaniu (Marceli Motty napisał: Był on pierwszy, który w naszym mieście litografię zaprowadził). Od 1823 drukował i handlował podręcznikami muzycznymi pod marką Księgarnia, Skład Sztuk Pięknych i Zakład Litograficzny. Najpierw mieścił się on przy ul. Wodnej, a następnie przy Starym Rynku 84. Wydawał głównie utwory Karola Kurpińskiego, Józefa Elsnera i Jana Chrzciciela Kiszwaltera, marsze i pieśni z powstania listopadowego i własne podręczniki. Wydawnictwa ozdabiał własnymi litografiami. Nauczał też muzyki – gry na fortepianie i organach. W 1831 otworzył pierwszą w Poznaniu wypożyczalnię nut. Utrzymywał oddział w Berlinie. Przez dwadzieścia lat był największym poznańskim przedsiębiorcą w swojej branży. W 1836 sprzedał księgarnię D. Goldbergowi i wyjechał do Berlina, by wkrótce, tuż przed śmiercią, powrócić jeszcze do Poznania. Od 1837 był członkiem poznańskiego Towarzystwa Przyjaciół Sztuk Pięknych.

## Dzieła
Wybrane dzieła:

### Wydawnictwa
- Katalog muzykaliów własnego nakładu (1822),
- Nauka grania na organach (1823),
- Krótka nauka poznania reguł harmonii, czyli generałbasu (1824)[2].

### Litografie i rysunki
- portret śpiewaczki Angeliki Catalani (koncertowała w Poznaniu w 1819),
- portret pianisty Józefa Krogulskiego,
- widoki Rynku Poznańskiego[2].